# Pfarrkirche Nemmersdorf

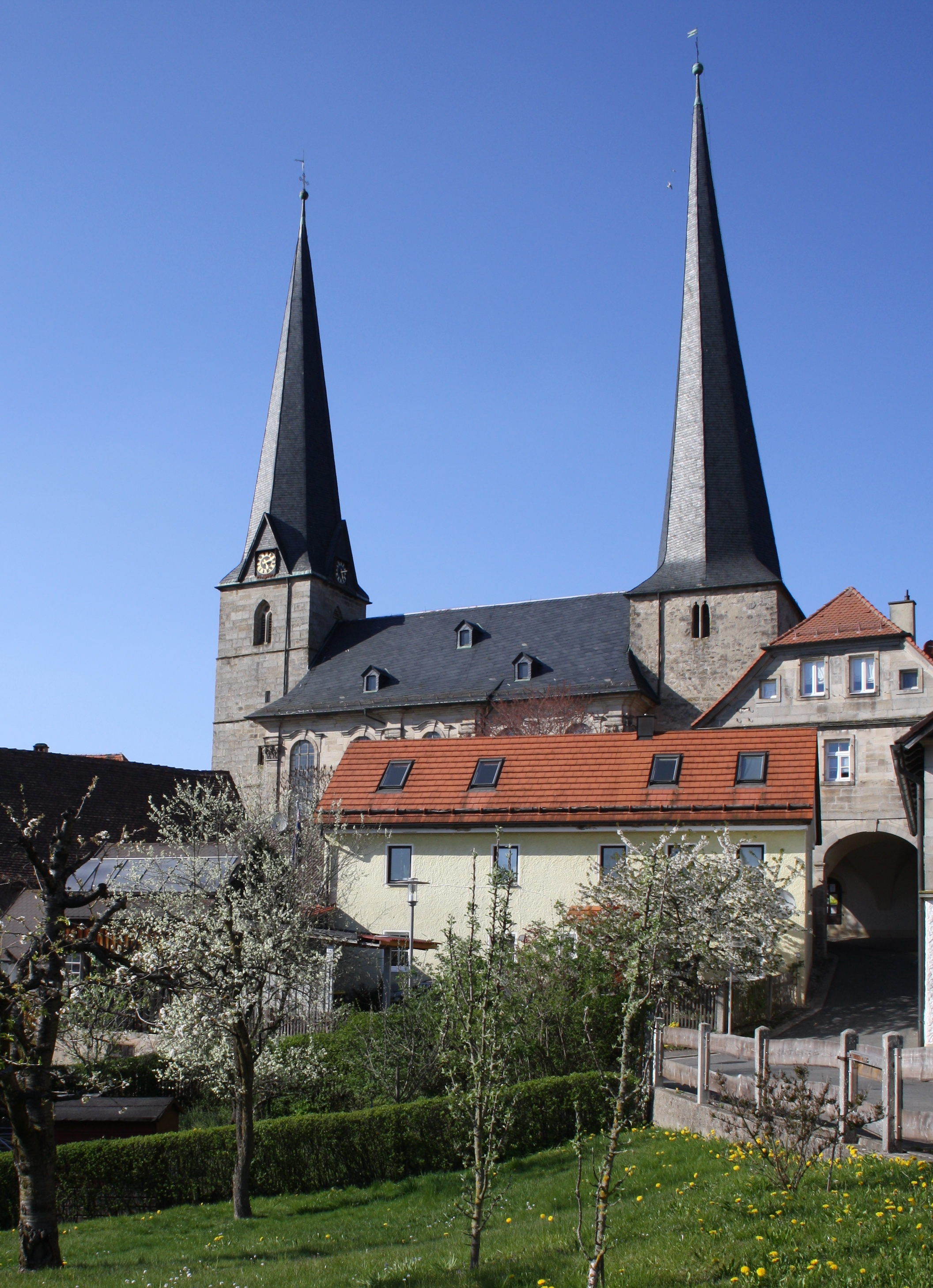
Nemmersdorfer Kirche mit Doppeltürmen und Torhaus im Vordergrund

Die evangelisch-lutherische Pfarrkirche Nemmersdorf Unsere liebe Frau ist mit ihren Doppeltürmen an den Schmalseiten des Kirchenschiffs ortsbildprägend für Nemmersdorf im oberfränkischen Landkreis Bayreuth.
Erst auf den zweiten Blick wird die unterschiedliche Bauweise der Türme erkennbar: Der Ostturm stammt aus dem 14. Jahrhundert, die Spitze wurde erst im 19. Jahrhundert aufgesetzt. Unter diesem Chorturm war der ursprüngliche Chorraum, heute Sakristei. Dort befinden sich die Epitaphe der Kirche. Es gibt Reste von Fresken.
Die Kirche war eine Wehrkirche, dazu gehörte die erhabene Stellung, die Ummauerungen und die Anordnung der sie umgebenden Gebäude, darunter als Torhaus das ebenfalls unter Denkmalschutz stehende Schul- und Kantoratsgebäude.
Veränderungen erfolgten unter der Regentschaft von Markgraf Friedrich, der mit Wappen an der Orgel und als Porträt in der Deckenmalerei verewigt ist. Zum Markgrafenstil gehört der Kanzelaltar vom Bildhauer Johann Gabriel Räntz, Sohn von Elias Räntz. Stuckarbeiten von 1753 stammen von Rudolf Albini.
Kirchengeschichtlich bedeutsam ist die Grabplatte des Pfarrers Ulmer aus Sandstein von 1827, der sich außerhalb des Friedhofs bestatten ließ. Der Pfarrer und Hymnologe Friedrich Layriz (1808–1859) ist in Nemmersdorf geboren und war der Sohn von Ulmers Tochter. Die Friedhofsmauer mit Gottesackerkirche wurde 1608 mit Steinen des aufgelassenen Klosters St. Jobst erbaut.